# Bobovište, Srbija
Bobovište (izvirno srbsko Бобовиште) je naselje v Srbiji, ki upravno spada pod Občino Aleksinac; slednja pa je del Niškega upravnega okraja.

## Demografija
V naselju živi 888 polnoletnih prebivalcev, pri čemer je njihova povprečna starost 44,9 let (43,6 pri moških in 46,2 pri ženskah). Naselje ima 390 gospodinjstev, pri čemer je povprečno število članov na gospodinjstvo 2,75.
|  |

| Demografija | Demografija     | Demografija     |
| Leto        | Št. prebivalcev | Št. prebivalcev |
| ----------- | --------------- | --------------- |
|             |                 |                 |
|             |                 |                 |
|             |                 |                 |
|             |                 |                 |
| 1948        | 1424            |                 |
| 1953        | 1558            |                 |
| 1961        | 1623            |                 |
| 1971        | 1425            |                 |
| 1981        | 1340            |                 |
| 1991        | 1226            | 1190            |
| 2002        | 1113            | 1074            |
|             |                 |                 |

| Etnična sestava po popisu iz leta 2002 | Etnična sestava po popisu iz leta 2002 | Etnična sestava po popisu iz leta 2002 | Etnična sestava po popisu iz leta 2002 | Etnična sestava po popisu iz leta 2002 |
| -------------------------------------- | -------------------------------------- | -------------------------------------- | -------------------------------------- | -------------------------------------- |
| Srbi                                   | Srbi                                   |                                        | 1.066                                  | 99,25%                                 |
| Čehi                                   | Čehi                                   |                                        | 2                                      | 0,18%                                  |
| Rusi                                   | Rusi                                   |                                        | 2                                      | 0,18%                                  |
| Neznano                                | Neznano                                |                                        | 3                                      | 0,27%                                  |